# Карус, Эрнст Август
Эрнст Август Карус (нем. Ernst August Carus; 1797—1854) — немецкий медик; профессор Императорского Дерптского университета. Статский советник (1851).

## Биография
Эрнст Август Карус родился 10 июля 1797 года в Лейпциге в семье немецкого философа и психолога Фридрих Август Каруса. По окончании курса на медицинском факультете Лейпцигского университета, получил в 1822 году степень доктора философии, медицины и хирургии. 
В 1844 году, когда Э. А. Карус состоял экстраординарным профессором Лейпцигского университета, он был избран ординарным профессором Императорского Дерптского университета по кафедре хирургии. В течение своей службы дважды получал Высочайшее благоволение за хорошее состояние вверенной ему клиники. 
В начале 1854 года Эрнст Август Карус получил четырёхмесячный отпуск для восстановления пошатнувшегося здоровья, но успел только доехать до Берлина и там, 14 марта, скончался (или 26 мая, от рака языка).